# آنگلی
آتگلی یکی از فیلم‌های بالیوود در سال ۲۰۱۳ به کارگردانی رنسیل دسیلوا و تهیه‌کنندگی کارن جوهر است. سانجی دات، عمران هاشمی، کانگانا رانوت بازیگران اصلی این فیلم هستند.

## بازیگران
- عمران هاشمی
- کانگانا رانوت
- سانجی دات
- قادر خان
- نها دوپیا
- راندیپ هودا[۲]
- آرونودای سینگ
- شرادا کاپور در یک آیتم[۳]
- راشل وایت